# Pavetta granitica
Pavetta granitica là một loài thực vật có hoa trong họ Thiến thảo. Loài này được F.Muell. ex Bremek. mô tả khoa học đầu tiên năm 1934.